# غرطر أسود العنق
غرطر أسود العنق (الاسم العلمي: Thamnophis cyrtopsis) (بالإنجليزية: black-necked garter snake )‏ هو نوع من الزواحف يتبع جنس الغرطر من فصيلة الأحناش.